# Uniwersytet Civitas w Warszawie
Uniwersytet Civitas w Warszawie (UC), do 2025 Collegium Civitas – uczelnia niepubliczna w Warszawie z siedzibą w Pałacu Kultury i Nauki.
Rozpoczęła działalność w 1997 roku. Jest zarejestrowana w rejestrze uczelni niepublicznych Ministerstwa Nauki i Szkolnictwa Wyższego pod numerem 129, ma pełne uprawnienia do nadawania tytułu magistra i licencjata. W 2005 otrzymała uprawnienia do nadawania stopnia doktora socjologii.
8 kwietnia 2025 roku uczelnia stała się uniwersytetem pod nazwą Uniwersytet Civitas.

## Historia
Uczelnia powstała z inicjatywy naukowców z Instytutu Studiów Politycznych PAN i działa pod patronatem pięciu instytutów nauk społecznych Polskiej Akademii Nauk:
- Instytutu Filozofii i Socjologii
- Instytutu Historii
- Instytutu Sztuki
- Instytutu Slawistyki
- Instytutu Studiów Politycznych[4]

## Rektorzy
- Prof. dr hab. Jadwiga Koralewicz (1997–2006)
- Prof. dr hab. Edmund Wnuk-Lipiński (2006–2012)
- dr hab. Stanisław Mocek (od 2012)[5]

## Władze uczelni
- Rektor – dr hab. Stanisław Mocek, prof. UC
- Prezydent Honorowa – prof. dr hab. Jadwiga Koralewicz
- Kanclerz – Roma Równiak
- Pełnomocnik rektora ds. studenckich – mec. Norbert Pędzich
- Prorektor ds. współpracy z zagranicą – dr Katarzyna Maniszewska
- Prorektor ds. naukowych – dr hab. Michał Szostak, prof. UC
- Prorektor ds. dydaktycznych – dr Paulina Piasecka

## Wykładowcy

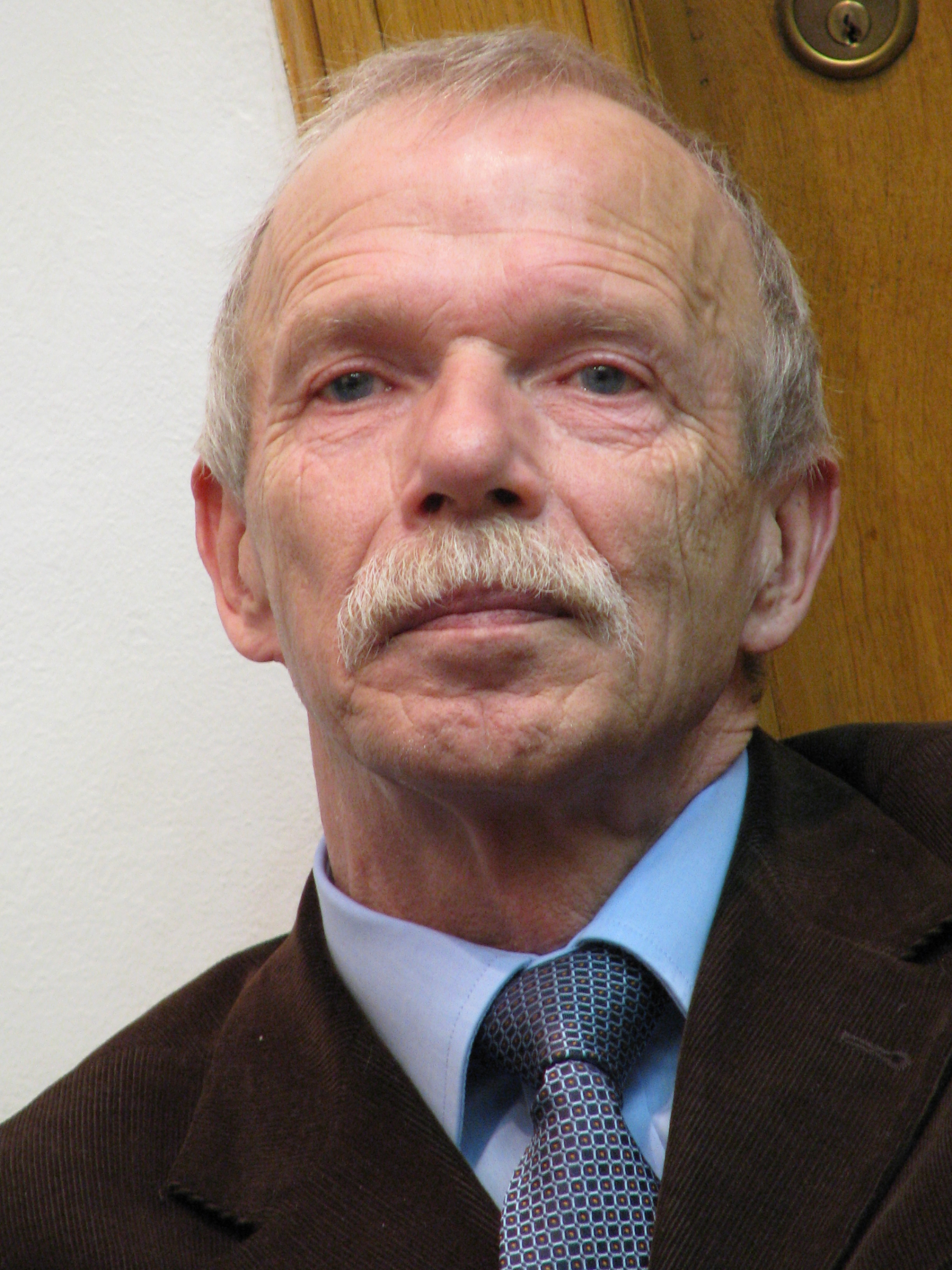
Edmund Wnuk-Lipiński, w latach 2006–2012 rektor uczelni

Z uczelnią jest obecnie lub w przeszłości było związanych wielu wykładowców akademickich, m.in. Maria Krzysztof Byrski, Władysław Czapliński, Jacek Czaputowicz, Henryk Domański, Waldemar J. Dziak, Andrzej Friszke, Tadeusz Gadacz, Hubert Izdebski, Lena Kolarska-Bobińska, Jadwiga Koralewicz, Eugeniusz Król, Zdzisław Kuksewicz, Bogdan Mach, Aleksander Manterys, Ewa Nalewajko, Józef Niżnik, Andrzej Paczkowski, Hanna Palska, Rafał Pankowski, Adam Daniel Rotfeld, Barbara Stępniewska-Holzer, Dariusz Stola, Andrzej Szpociński, Włodzimierz Wesołowski, Wojciech Włodarczyk i Edmund Wnuk-Lipiński, a także prof. dr Michał Komar, prof. Krzysztof Zanussi, doktorzy Juliusz Braun i Paweł Ukielski, Wojciech Szewko, sędzia Wiesław Johann, ambasadorowie Grzegorz Dziemidowicz i Henryk Lipszyc, mjr Michał Fiszer i redaktorzy Janina Paradowska, Jacek Żakowski, Grzegorz Miecugow i Edwin Bendyk.

## Siedziba
Przez pierwszy rok siedziba uczelni mieściła się przy ul. Smoluchowskiego. W kolejnych latach uczelnia mieściła się w kameralnym budynku przy ulicy Marii Kazimiery 31 na Marymoncie (z powodu warunków lokalowych część wykładów odbywała się wtedy w Domu Literatury na Krakowskim Przedmieściu 87/89). Później (2000–2003) szkoła znalazła swoje miejsce w większym budynku przy ulicy Naukowej 5/7 na Włochach. Od roku 2003 mieści się w Pałacu Kultury i Nauki.

## Kierunki
W roku akademickim 2024/2024 uczelnia daje możliwość podjęcia nauki na kierunkach I oraz II stopnia:
- Stosunki międzynarodowe,
- Socjologia,
- Dziennikarstwo i nowe media,
- Zarządzanie.

Studia prowadzone są w trybie dziennym (stacjonarnym) oraz zaocznym (niestacjonarnym).
W ramach tych kierunków uczelnia oferuje różne specjalności licencjackie i magisterskie, również po angielsku lub dwujęzyczne (polsko-angielskie), a także różnego rodzaju studia podyplomowe, kursy specjalistyczne i doktorat.
W przygotowaniu na rok akademicki 2025 /2026 są także nowe kierunki. 
Na studiach I stopnia:
- Bezpieczeństwo;
- Finanse i rachunkowość;
- Marketing i sprzedaż.

Studia jednolite magisterskie na kierunkach prawo i psychologia. 
Na studiach II stopnia:
- Marketing i sprzedaż.

## Katedry
- Katedra Dziennikarstwa i Nowych Mediów
- Katedra Prawa
- Katedra Socjologii
- Katedra Stosunków Międzynarodowych
- Katedra Zarządzania

## Rankingi ogólnopolskie
- Perspektywy

1. Ranking uczelni niepublicznych 2024 – miejsce 7
2. Ranking uczelni niepublicznych 2023 – miejsce 7
3. Ranking uczelni niepublicznych 2022[7] – miejsce 8
4. Ranking uczelni niepublicznych 2021[7] – miejsce 7
5. Ranking uczelni niepublicznych 2020[7] – miejsce 8
6. Ranking uczelni niepublicznych 2019[7] – miejsce 6
7. Ranking uczelni niepublicznych 2018[8] – miejsce 7
8. Ranking uczelni niepublicznych 2017[9] – miejsce 6
9. Ranking uczelni niepublicznych 2016[10] – miejsce 7
10. Ranking uczelni niepublicznych 2015[11] – miejsce 6
11. Ranking uczelni niepublicznych 2014[12] – miejsce 6
12. Ranking uczelni niepublicznych 2013[13] – miejsce 5
13. Ranking uczelni niepublicznych 2012[14] – miejsce 6
14. Ranking uczelni niepublicznych 2011[15] – miejsce 9
15. Ranking uczelni niepublicznych 2010[16] – miejsce 11
16. Ranking uczelni niepublicznych 2009[17] – miejsce 11

1. Ranking szkół wyższych (publicznych i niepublicznych) w kategorii kierunków społecznych 2011[18] – miejsce 13
2. Ranking szkół wyższych (publicznych i niepublicznych) w kategorii kierunków społecznych 2010[19] – miejsce 10

- Wprost

1. Ranking niepublicznych szkół wyższych 2012[20] – miejsce 1
2. Ranking niepublicznych szkół wyższych 2011[21] – miejsce 2
3. Ranking niepublicznych szkół wyższych niebiznesowych 2010[22] – miejsce 3
4. Ranking niepublicznych szkół wyższych w podkategorii niebiznesowe 2007[23] – miejsce 2

- Rzeczpospolita

1. Ranking uczelni akademickich (publiczne i niepubliczne) 2012 – miejsce 60
2. Ranking uczelni akademickich (publiczne i niepubliczne) 2011 – miejsce 58
3. Ranking uczelni akademickich (publiczne i niepubliczne) 2010 – miejsce 60
4. Ranking uczelni akademickich (publiczne i niepubliczne) 2009 – miejsce 57
5. Ranking uczelni akademickich (publiczne i niepubliczne) 2008 – miejsce 82